# Принцеса без корони
«Принцеса без корони» (тур. Taçsız Prenses) — турецький телесеріал 2023 року у жанрі драми та створений компанією MF Yapım. В головних ролях — Ісмаїл Хаджиоглу, Сюмейе Айдоган, Еліф Куртаран.
Перша серія вийшла в ефір 10 січня 2023 року.
Серіал має 2 сезони. Завершився 13-м епізодом, який вийшов у ефір 24 червня 2023 року.
Режисер серіалу — Волкан Кескін.
Сценарист серіалу — Пінар Булут, Онур Коральп, Еліф Бенан Туфекчі, Мехмет Четін Ташчі.
Серіал є адаптацією японської драми 1994 року «Suwîto hômu».

## Сюжет
У центрі подій маленька дівчинка — Масал. Вона мала улюблену маму Ширін, яка постійно розповідала своїй дочці про свої мрії. Саме цим і жила з ранніх літ Масал. Героїня опинилася в пастці дуже холодного і реалістичного світу і в результаті все це не найкраще відбивається на її подальшому житті. Звичне життя перевернется з ніг на голову після того, як у її матері трапляється серцевий напад. Жінка потрапляє до лікарні і тоді дівчинці доводиться зіткнутися із реальним світом, який став здаватися їй таким чужим та незнайомим. Тоді Масал почала розуміти, що насправді в житті не все так чудово, як їй завжди розповідала про це мама.
Евгін був учителем Масал і він виявився першою людиною, яка відразу ж прийшла до неї на допомогу.

## Актори та персонажі
| Актор             | Роль          |
| ----------------- | ------------- |
| Ісмаїл Хаджиоглу  | Євгін Акдуман |
| Сюмейе Айдоган    | Ягмур Елем    |
| Еліф Куртаран     | Масал Інан    |
| Толга Текін       | Фуат          |
| Седа Акман        | Іштар Елем    |
| Мустафа Кірантепе | Шахин         |
| Феріде Четін      | Шірін Інан    |
| Мерве Шен         | Зехра         |
| Мерве Булут       | Неше          |
| Ейлюль Шеночак    | Хілал         |
| Лія Су Елез       | школяр 1      |
| Ількер Умурхан    | школяр 2      |
| Джумалі Левент    | школяр 3      |
| Тео               | Кофте         |

## Сезони
| Сезон | Епізоди | Епізоди | Оригінальний показ | Оригінальний показ | Оригінальний показ |
| Сезон | Епізоди | Епізоди | Перший показ       | Останній показ     | Мережа             |
| ----- | ------- | ------- | ------------------ | ------------------ | ------------------ |
| 1     | 10      | 10      | 10 січня 2023      | 28 березня 2023    | FOX                |
| 2     | 3       | 3       | 17 червня 2023     | 24 червня 2023     | FOX                |

## Рейтинги серій
| Сезон 1 (2023)     | Сезон 1 (2023)  | Сезон 1 (2023) | Сезон 1 (2023) | Сезон 2 (2023)      | Сезон 2 (2023)  | Сезон 2 (2023) | Сезон 2 (2023) |
| Серія              | Рейтинг (TOTAL) | Рейтинг (AB)   | Рейтинг (ABC1) | Серія               | Рейтинг (TOTAL) | Рейтинг (AB)   | Рейтинг (ABC1) |
| ------------------ | --------------- | -------------- | -------------- | ------------------- | --------------- | -------------- | -------------- |
| 1.                 | 3,65            | 3.29           | 3.90           | 11.                 | 1,83            | 1,03           | 1,21           |
| 2.                 | 4.17            | 2.94           | 4.00           | 12.                 | 1,92            | 1,28           | 1,33           |
| 3.                 | 4.48            | 3,95           | 4.44           | 13. (фінал серіалу) | 1,48            | 0,55           | 0,94           |
| 4.                 | 3.76            | 2.64           | 3.00           |                     |                 |                |                |
| 5.                 | 3.09            | 2.32           | 2.73           |                     |                 |                |                |
| 6.                 | 3.10            | 1,96           | 2.88           |                     |                 |                |                |
| 7.                 | 2.44            | 1.50           | 2.00           |                     |                 |                |                |
| 8.                 | 2.41            | 1.51           | 2.28           |                     |                 |                |                |
| 9.                 | 2.25            | 0,98           | 1.28           |                     |                 |                |                |
| 10. (фінал сезону) | 1.19            | 0,97           | 1.16           |                     |                 |                |                |

## Нагороди
| Рік  | Премія                       | Категорія                         | Номінант      | Результат |
| ---- | ---------------------------- | --------------------------------- | ------------- | --------- |
| 2023 | 49. Премія «Золотий метелик» | Найкращий дитячий актор / акторка | Еліф Куртаран | Номінація |